# Microsoft Sammelmappe
Sammelmappe ist ein Programm der Office-Suiten 95, 97 und 2000 von Microsoft. Es ermöglichte Anwendern, mehrere OLE2.0-Objekte (z. B. Word-Dokumente, Excel-Tabellen, PowerPoint-Präsentationen und Project-Dokumente) gebündelt in einer Datei zu speichern. Mangels breiter Nutzung wurde die Anwendung nach Office 2000 eingestellt.
Die Dateiendung von Sammelmappen lautete .OBD. Vorlagen für Sammelmappen nutzten die Endung .OBT. Der Assistent für Sammelmappen besaß die Endung .OBZ.
In neueren Office-Versionen bis 2003 können Sammelmappen nur noch aufgelöst, aber nicht mehr bearbeitet werden. Das dazu erforderliche Sammelmappen-Add-In Unbind kann über das Office-Setup installiert werden. Unbind ist nicht mehr Bestandteil von Office 2007. Es lässt sich aber eine ältere Version nutzen.